# 増井清
増井 清（ますい きよし、1887年9月14日 - 1981年8月6日）は日本の獣医学者、畜産学者。世界で初めてひよこの雄雌の鑑別法を発見した。獣医学博士。東京大学名誉教授。名古屋大学名誉教授。

## 来歴
静岡県立静岡中学校卒業。第二高等学校 (旧制)を経て、1915年、東京帝国大学農科大学獣医医学科を卒業。1921年、獣医学博士、1922年、助教授（解剖学）。1924年に『雄鶏ニ於ケル退化交尾器官並ニ初生雛ノ雌雄鑑別ニツイテ』（農林省畜産試験場橋本重郎、大野勇両技官と共著）発表。1927年ドイツに留学、カイザー・ウィルヘルム生物学研究所（現、マックス・プランク研究所）においてリチャード・ゴールドシュミットのもとで「性の決定」に関する研究を行った。1935年、東京帝国大学教授。家畜解剖学講座を担任、家畜解剖学・発生学・遺伝学を担当。1941年に発表した「ニワトリの卵巣除去による人為的間性の研究」で日本農学会賞を受賞。1948年、東大を退官。1949年、学士院会員に選出。1951年、名古屋大学初代農学部長。日本畜産学会会長、日本遺伝学会会長などを歴任。その後、増井家禽育種学研究所(現・一般財団法人生物科学安全研究所)を設立。1957年、紫綬褒章を受章。

## 初生雛雌雄鑑別法
1924年、『雄鶏ニ於ケル退化交尾器官並ニ初生雛ノ雌雄鑑別ニツイテ』発表の翌年、これを基に、初生雛雌雄鑑別法を第1回日本畜産学会大会において発表した（初生雛雌雄鑑別法とは、生まれたばかりのひよこの肛門の内側にある突起があるものが雄、無いものが雌と見分ける方法である）。それまでのひよこの雌雄鑑別は、外観で雌雄を区別できるようになるまで1ヶ月以上を要していた。この技術の実用化により、時間、飼料費、飼養スペースが節減され、経営効率が格段に向上、近代養鶏産業に多大な恩恵をもたらした。

## 著書
- 『鶏の性と雌雄鑑別の研究』（日本中央競馬会弘済会、1975年）[7]
- 『動物遺伝学』（金原、1970年）- 柏原孝夫との共著[7]
- 『動物遺伝学』（金原、1961年）[7]
- 『鶏の育種』（養賢堂、1954年）[7]
- 『家畜比較解剖学』（養賢堂、昭和18-25）[7]
- 『三訂畜産教科書 汎論』（冨山房出版、1933年） - 橋本重郎との共著[7]
- 『改訂畜産教科書』（冨山房出版、1927年） - 橋本重郎との共著[7]
- 『畜産教科書 汎論 ～ 各論』（冨山房出版、1927年） - 橋本重郎との共著[7]